# Hey Hey Hey
„Hey Hey Hey“ je píseň z alba Witness (2017) americké zpěvačky Katy Perry. Píseň byla propuštěna jako singl 21. ledna 2018, ale videoklip byl zveřejněn už 20. prosince 2017. Videoklip písně ztvárňuje osud Marie Antoinetty z 18. století.

## Žebříček úspěšnosti
| Země                           | Pozice (2017) |
| ------------------------------ | ------------- |
| Česko (Rádio Top 100)          | 53            |
| Nový Zéland Heatseekers (RMNZ) | 5             |
| Švédsko (Sverigetopplistan)    | 95            |